# 2. oklepni polk (Italija)
2. oklepni polk (izvirno italijansko 2º Reggimento di Bersaglieri) je bil oklepni polk Kraljeve italijanske kopenske vojske.

## Zgodovina
Leta 1938 je bil polk preimenovan v 32. oklepni polk.